# 柴順三郎
柴 順三郎（しば じゅんざぶろう、1938年 - ）は、日本の地方公務員、教育者。元静岡県副知事、元気象審議会委員、元学校法人三島学園理事等を務めた。

## 来歴
静岡県出身。静岡県立韮山高等学校卒業。1959年（昭和34年）3月、日本大学短期大学部卒業後は静岡県に奉職。県の企画部長・出納長などの職務を経験した後、同県副知事に就任。副知事に就任して以来、静岡県広報協会会長、気象審議会委員、静岡県日中友好協議会理事長などの要職に就いた。
副知事の任期満了に伴い、後任として鈴木雅近氏が選任された。退任後は、学校法人三島学園（知徳高等学校）理事を務めた。
2008年（平成20年）4月、瑞宝中綬章を受賞。

## 栄典
- 2008年（平成20年）4月29日 - 瑞宝中綬章